# Cohen Live

Cohen Live je live album kanadskog pjevača Leonarda Cohena objavljen 1994. Pjesme na albumu snimljene su 1988. i 1993. godine. Tekst na nekoliko pjesama razlikuje se od tekstova objavljenih na studijskim albumima. 

## Popis pjesama
1. "Dance Me to the End of Love" (Toronto, 17. lipnja 1993.)
2. "Bird on the Wire" (Toronto, 17. lipnja 1993.)
3. "Everybody Knows" (Vancouver, 29. lipnja 1993.)
4. "Joan of Arc" (Toronto, 17. lipnja 1993.)
5. "There Is a War" (Toronto, 17. lipnja 1993.)
6. "Sisters of Mercy" (Toronto, 18. lipnja 1993.)
7. "Hallelujah" (Austin, 31. listopada 1988.)
8. "I'm Your Man" (Toronto, 17. lipnja 1993.)
9. "Who by Fire?" (Austin, 31. listopada 1988.)
10. "One of Us Cannot Be Wrong" (San Sebastian, 20. svibnja 1988.)
11. "If It Be Your Will" (Austin, 31. listopada 1988.)
12. "Heart with No Companion" (Amsterdam, 19. travnja 1988.)
13. "Suzanne" (Vancouver, 29. lipnja 1993.)